# Обтекатель

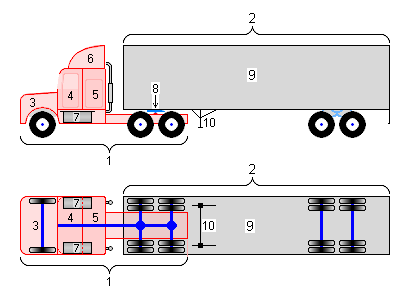
6. Обтекатель на седельном тягаче

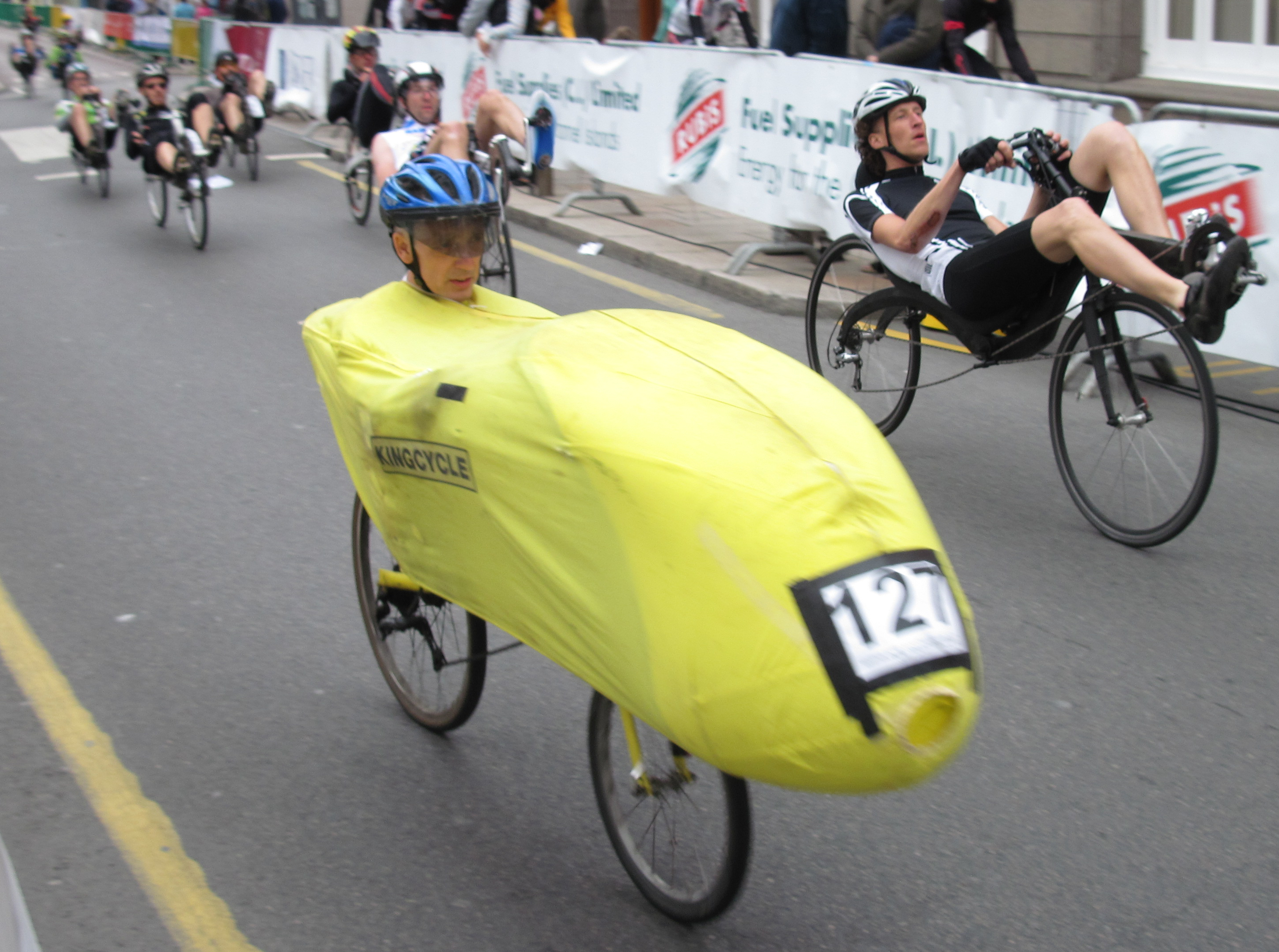
обтекатель велосипеда

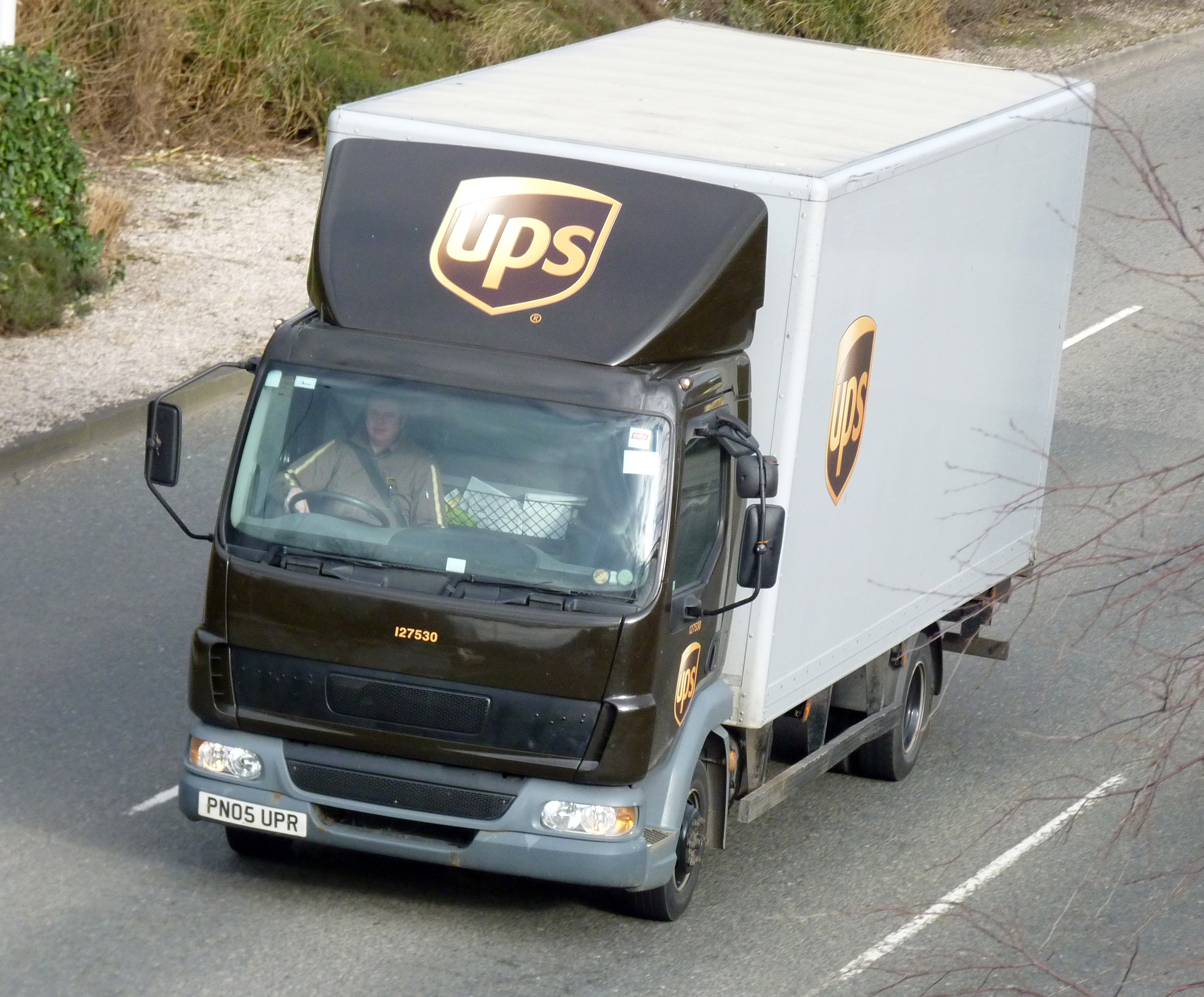
обтекатель для грузовых автомобилей

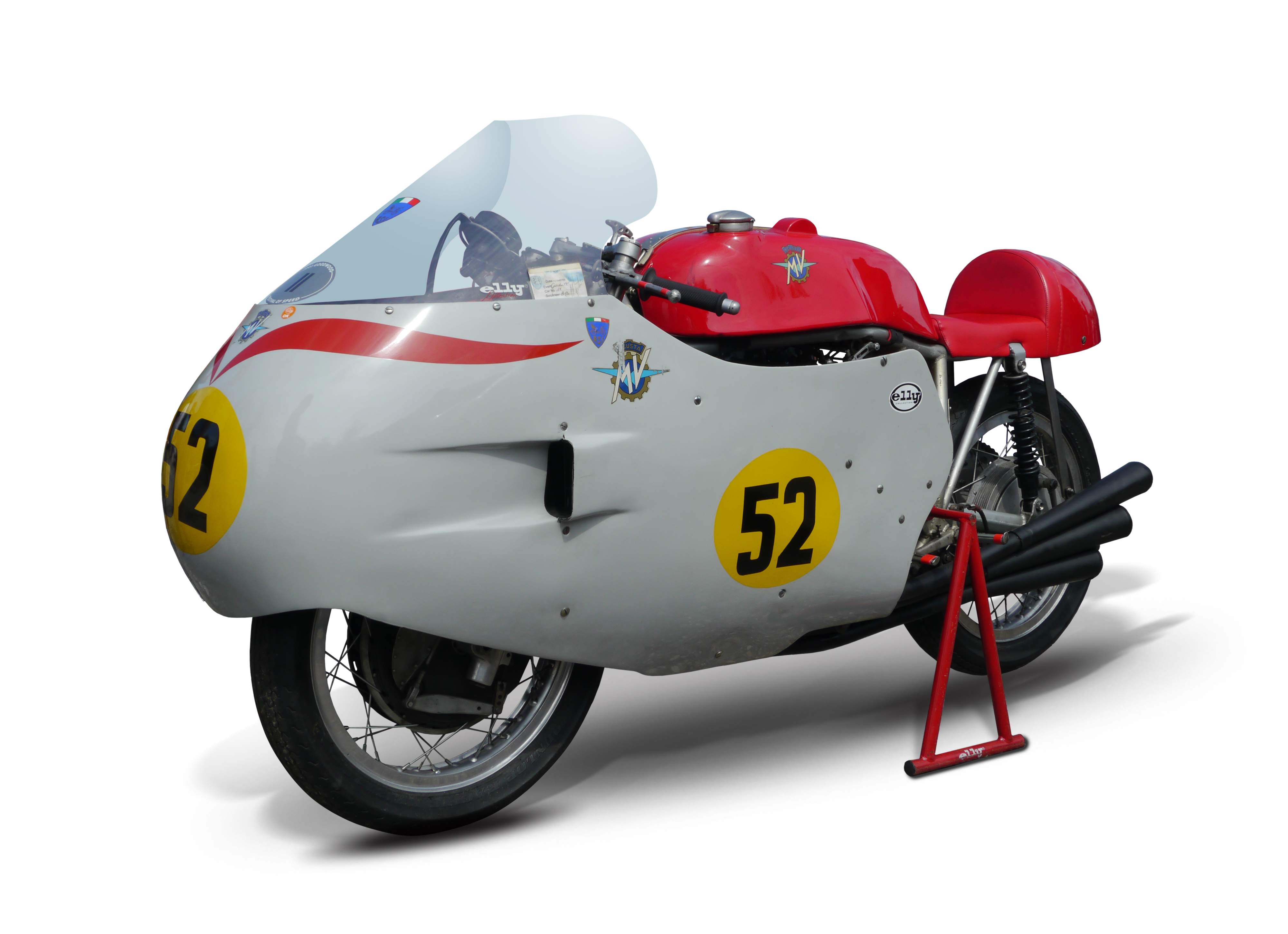
обтекатель спортивного мотоцикла

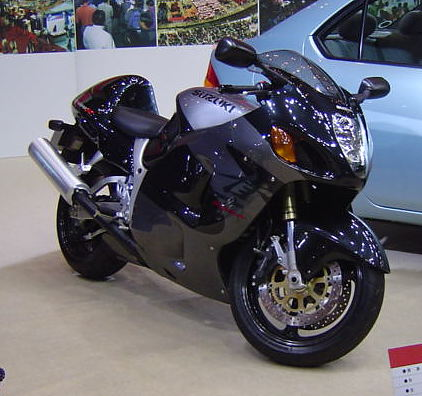
современный мотоцикл с обтекателем

Обтека́тель — специальная конструкция, облегчающая обтекание объекта потоком газа или жидкости, что ведёт к уменьшению аэродинамического сопротивления движению. Обтекатели нашли широкое применение в технических устройствах, движущихся с большой скоростью, таких как автомобили и самолёты, так как их введение увеличивает возможную скорость и снижает расход топлива. Особое значение среди всех видов обтекателей для двигающихся аппаратов имеет головной обтекатель, так как именно он в значительной мере определяет сопротивление воздуха.